# 敗者復活戦自由形
『敗者復活戦自由形』（はいしゃふっかつせんじゆうがた）は、PENGUIN RESEARCHの1枚目のオリジナルアルバム。2017年3月8日にSME Recordsから発売された。

## 概要
前作『WILL』から約1年ぶり、PENGUIN RESEARCH初のフルアルバム。
当アルバムのリリース以前に発売されたミニアルバム『WILL』にも収録されている「SUPERCHARGER」、同様にミニアルバム収録曲であり1stシングル「ジョーカーに宜しく」や、2ndシングル「スポットライト」、3rdシングル「ボタン」を含む全12曲を収録。
初回限定盤[CD+DVD]と通常版[CD]の2形態で発売され、初回限定盤DVDにはこれまで発表されたミュージックビデオが収録されている。

堀江(Ba)曰く「コンセプトもルールもない。」

## 楽曲について
Alternativeは、CDに収録されているものとDVDとでは音源が違い、DVDに収録されているものは、スマートフォン向けリズムゲームアプリ『バンドやろうぜ!』に楽曲提供されたBLASTバージョンでの音源が使用されているが、CDに収録されているものは、ギターのメロディがメンバーの神田ジョンによって本アルバム収録用に再アレンジが施されていて、PENGUIN RESEARCHのメンバーによって他楽器やボーカルも全編取り直しがされている。

## 収録曲

### Disc.1（CD）
| 全作詞・作曲: 堀江晶太、全編曲: 堀江晶太、PENGUIN RESEARCH。 |                                                                                        |          |            |      |
| #                                                            | タイトル                                                                               | 作詞     | 作曲・編曲 | 時間 |
| 1.                                                           | 「敗者復活戦自由形」(本作のリード曲。TBS系『スーパーサッカー』テーマ曲2017.2 - 2017.3) | 堀江晶太 | 堀江晶太   | 4:10 |
| 2.                                                           | 「嘘まみれの街で」                                                                     | 堀江晶太 | 堀江晶太   | 3:34 |
| 3.                                                           | 「スーパースター」                                                                     | 堀江晶太 | 堀江晶太   | 3:52 |
| 4.                                                           | 「Alternative(PGR Ver.)」                                                              | 堀江晶太 | 堀江晶太   | 3:40 |
| 5.                                                           | 「ジョーカーに宜しく」(テレビアニメ『デュラララ!!×2 結』エンディングテーマ)            | 堀江晶太 | 堀江晶太   | 3:48 |
| 6.                                                           | 「シニバショダンス」                                                                   | 堀江晶太 | 堀江晶太   | 3:14 |
| 7.                                                           | 「SUPERCHARGER」                                                                       | 堀江晶太 | 堀江晶太   | 3:25 |
| 8.                                                           | 「冀望」                                                                               | 堀江晶太 | 堀江晶太   | 3:41 |
| 9.                                                           | 「スポットライト」(テレビアニメ『マギ シンドバッドの冒険』オープニングテーマ』)        | 堀江晶太 | 堀江晶太   | 3:41 |
| 10.                                                          | 「ひとこと」                                                                           | 堀江晶太 | 堀江晶太   | 4:00 |
| 11.                                                          | 「ボタン」(テレビアニメ『ReLIFE』オープニングテーマ』)                                 | 堀江晶太 | 堀江晶太   | 3:55 |
| 12.                                                          | 「愛すべき悩みたちへ」                                                                 | 堀江晶太 | 堀江晶太   | 3:09 |
| 合計時間:                                                    | 合計時間:                                                                              | 44:09    |            |      |

### Disc.2（DVD）
| #  | タイトル | 作詞 | 作曲・編曲 |
| -- | --- | ---- | ---------- |
| 1. | 「SUPERCHARGER」(Music Video) |      |            |
| 2. | 「ジョーカーに宜しく」(Music Video)                                                                                               |      |            |
| 3. | 「敗北の少年」(Music Video) |      |            |
| 4. | 「boyhood」(Music Video) |      |            |
| 5. | 「スポットライト」(Music Video)                                                                                                   |      |            |
| 6. | 「ボタン」(Music Video) |      |            |
| 7. | 「敗者復活戦自由形」(Music Video)                                                                                                 |      |            |
| 8. | 「BLAST／Alternative performed by PENGUINRESEARCH」(スマートフォン向けゲーム『バンドやろうぜ！』BLASTの楽曲のカバー。Music Video) |      |            |

## 演奏
- 生田鷹司：Vocal
- 神田ジョン：Guitar
- 堀江晶太：Bass, Other Instrumental
- 柴崎洋輔：Keyboards
- 新保恵大：Drums
- 西川ノブユキ (アノアタリ)：Guitar (#10)
- 菊池亮太 (アノアタリ)：Organ (#10)